# Pedro Ivo Ferreira Caminhas
Pedro Ivo Ferreira Caminhas (Araçuaí, 7 de setembro de 1952 — Betim, 11 de abril de 2021) foi um comerciante e político brasileiro do estado de Minas Gerais.
Pinduca Ferreira, como era conhecido, foi eleito vereador de Betim por dois mandatos consecutivos, de 1993 a 2001; deputado estadual na Assembleia Legislativa de Minas Gerais e vice-prefeito do município de Betim.

## Morte
Morreu em 11 de abril de 2021, em Betim, em decorrência da Covid-19.